# François Léger
Pour les articles homonymes, voir Léger.
François Léger, né le 6 avril 1914 à Paris où il est mort le 11 juin 2010, est un journaliste, essayiste et nouvelliste française. Il fut militant royaliste d'Action française.
Petit-fils de Louis Léger, slavisant.

## Jeunesse
François Léger fait ses études au lycée Buffon dans le 6e arrondissement de Paris. C'est un lecteur précoce de L'Action française. Il fréquente la permanence des jeunes royalistes maurrassiens et commence une activité militante monarchiste. Il adhère ensuite à la section locale des lycéens d'Action française.

### Anecdote
Il dit avoir obtenu son bac grâce à la lecture de Maurras en répondant correctement aux questions de l'examinateur sur le Contrat social de Rousseau.

## L'après-Guerre
Durant les années 1950, il collabore à La Nation française de Pierre Boutang et Michel Vivier. Ses travaux ont porté notamment sur la pensée réactionnaire, il a aussi fait paraître quelques textes inédits de Xavier Vallat. Grand spécialiste de Taine dont il publia la première biographie, d'abord un volume sur les années de formation "La jeunesse d'Hippolyte Taine" (Albatros, 1980, Prix Gustave Le Métais-Larivière 1981), puis la vie entière en un volume "Taine" (Criterion, 1994) qui obtint le prix de la critique de l'Académie Française, il a aussi préparé une réédition abrégée, puis a préfacé l'édition complète dans la collection Bouquins des Origines de la France contemporaine de Taine (1872), un classique de l'historiographie contre-révolutionnaire. Ses travaux sur Taine comprennent également plusieurs communications et articles dont celui paru en 2001 dans la revue Commentaire (en deux parties parues respectivement dans les numéros 93-94 puis 95) sur "L'aventure sentimentale de Taine" constitue un complément particulier à sa biographie, fondée sur des lettres précédemment indisponibles.
Il a également publié La fin de la Ligue (Éditions de la nouvelle France, 1944), Les influences occidentales dans la révolution de l'Orient (Plon, 1955), Réflexions sur l'indépendance dans l'ouvrage collectif Écrits pour une renaissance (Plon, 1958), et un volume de souvenirs Une jeunesse réactionnaire (éditions F. B., 1994).

## Publications
- « Taine et Maurras », Études maurrassiennes, Aix-en-Provence, vol. 1,‎ 1972, p. 97-106
- « Maurras et les Indianistes », Études maurrassiennes, Aix-en-Provence, vol. 4,‎ 1980, p. 103-114